# Vladimir Vernadski
Vladimir Ivanovitch Vernadski (en russe : Владимир Иванович Вернадский ; en ukrainien : Володи́мир Іва́нович Верна́дський, Volodymyr Ivanovytch Vernadsky), né le 28 février 1863 (12 mars dans le calendrier grégorien) à Saint-Pétersbourg et mort le 6 janvier 1945 à Moscou, est un minéralogiste et chimiste russe d'origine ukrainienne.
Il est avec le Norvégien Victor Goldschmidt et l'Américain Frank Wigglesworth Clarke l'un des fondateurs de la géochimie moderne et de la biogéochimie. Vernadski a travaillé sur les effets des radiations solaires et cosmiques sur l'ensemble des organismes vivants.
Il définit en 1926 la notion de biosphère, dans une optique géologique, biogéochimique et écologique, posant comme hypothèse que la vie est une force géologique qui transforme la Terre.
Parmi les tous premiers à envisager scientifiquement les conséquences de l'activité humaine sur le climat, il fut cependant peu écouté à une époque où l'on pensait que la nature était dotée de capacités de régénération inépuisables.

## Biographie
Vladimir Vernadski naît en mars 1863 à Saint-Pétersbourg, dans l'Empire russe, au sein d'une famille d'origine russe et ukrainienne. Son père, descendant de cosaques ukrainiens, fut professeur d'économie politique à Kiev puis à Saint-Pétersbourg, et sa mère venait d'une famille noble russe (Vernadski se considérait lui-même comme russe et ukrainien, et avait quelques notions d'ukrainien).

### Minéralogiste

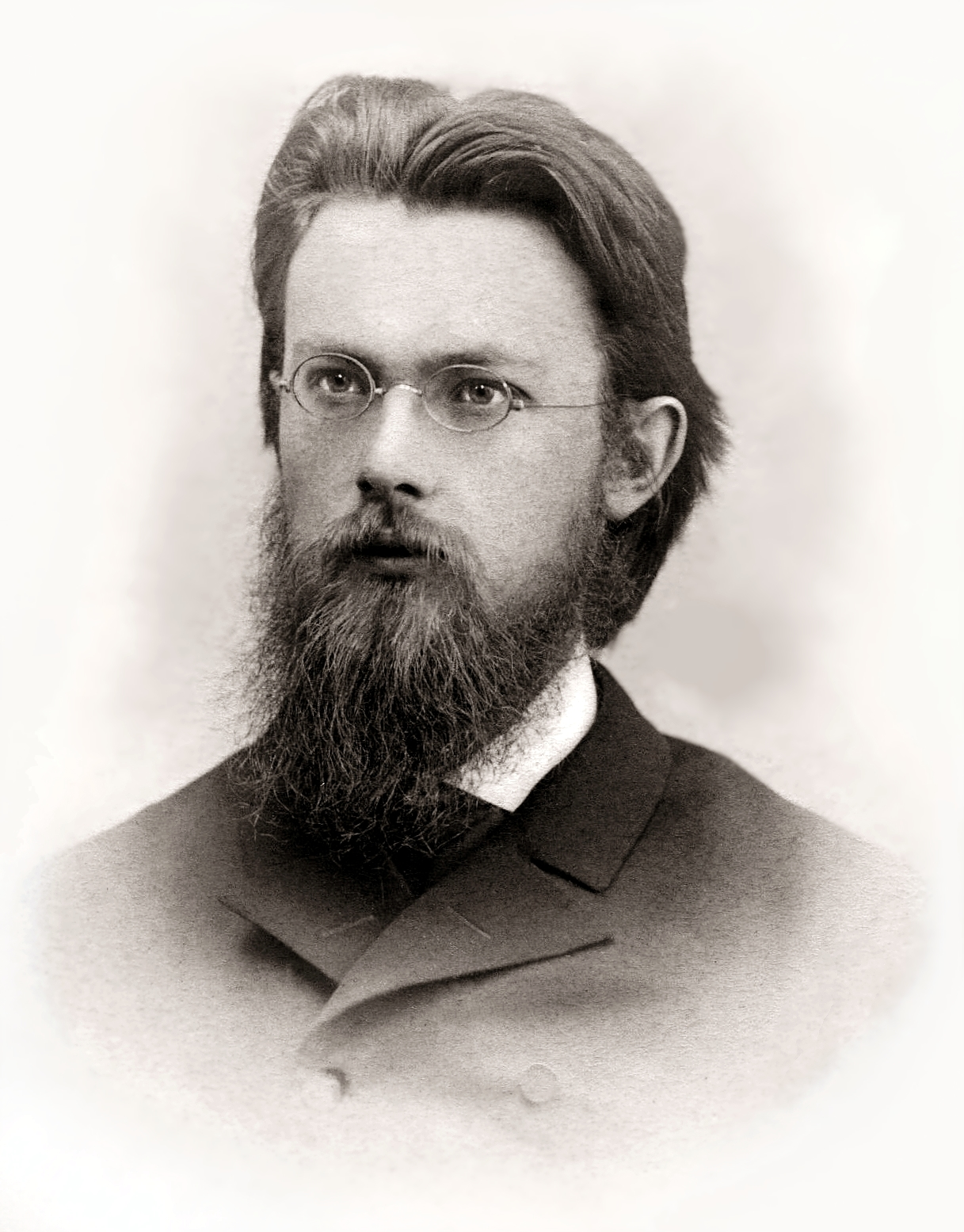
Vladimir Vernadski à Paris (1889).

Vladimir Vernadski est diplômé de l'université impériale de Saint-Pétersbourg en 1885 où enseignaient nombre de scientifiques majeurs de Russie, comme Mendeleïev. Le dernier minéralogiste russe étant mort en 1887 et Vassili Dokoutchaïev, scientifique de grande renommée qui fut un des fondateurs de la pédologie moderne, enseignant la minéralogie depuis longtemps, Vernadski choisit d'en faire son domaine.
En 1888, cherchant un sujet de doctorat, il souhaite aller à Naples étudier la cristallographie, mais son directeur tombe malade. De ce fait, il part à Munich pour étudier sous la direction de Paul von Groth. Là, Vernadski apprend à utiliser des équipements modernes pour analyser les propriétés optiques, thermiques, élastiques, magnétiques et électriques des cristaux, de même qu'il utilise le laboratoire de physique pour ses travaux sur la cristallisation. En 1889 il vient à Paris poursuivre ses études sur la chimie minérale et la cristallographie dans les laboratoires de Ferdinand Fouqué et Henry Le Chatelier.
En 1890, de retour à Saint-Pétersbourg, il présente sa thèse intitulée De la sillimanite et du rôle de l’aluminium dans les silicates, puis, en 1896, soutient sa thèse de doctorat de cristallographie, Phénomènes de glissement dans les substances cristallines.
De 1898 à 1911, il devient professeur de minéralogie à l'université de Moscou, où il forme des générations de minéralogistes russes.
Associé de l'Académie des sciences de Russie à Saint-Pétersbourg en 1909, il en devient membre en 1912. En 1914, il est nommé directeur du Musée géologique et minéralogique de l'Académie des Sciences.

### Militant démocrate
En tant que professeur, il milite pour le progrès social dans son pays, et prend dans la presse des positions critiques sur les problèmes politiques de la vie publique de la Russie. Il démissionne de l'Université de Moscou en 1910 pour protester contre la répression des étudiants. Membre du Parti constitutionnel démocratique (connu sous le nom de « Parti cadet »), il y siège au Comité central de 1905 à 1922.
Lors du déclenchement de la Première Guerre mondiale, il s'intéresse à la question des ressources stratégiques. En 1915, à son initiative, une commission est constituée à l'Académie des sciences pour étudier les ressources naturelles de production de la Russie. Elle restera active jusqu'en 1930, et travaillera essentiellement sur la présence de ressources minérales en Russie.
Après la Révolution de février 1917, il intègre le ministère de l'Éducation du gouvernement provisoire. À la fin de 1917, fuyant les Bolchéviques, il s'installe à Kiev, puis en Crimée. En 1919, il fonde et préside l'Académie des sciences d'Ukraine. En 1921, il retourne à Petrograd. Brièvement arrêté, il est relâché et se consacre ensuite entièrement à la science.

### Fondateur de la géochimie et inventeur de la biosphère
Du printemps 1922 à l'été 1925, il est invité à Paris par le recteur de la Sorbonne Paul Appell où il donne des séminaires et des conférences qui paraissent en 1924 sous la forme d'un livre en français intitulé La Géochimie, traduit en 1930 en allemand. À partir de la minéralogie dynamique, Vernadski et un de ses élèves, Alexandre Fersman, ont développé la géochimie comme une branche nouvelle de la science, traitant de la composition chimique de la matière organique et qui analyse le processus géochimique dans lequel les organismes sont impliqués, ainsi que ses effets. Il fréquente aussi le laboratoire de Marie Curie. À la même période, le chimiste norvégien Victor Goldschmidt élabore des concepts similaires et publie en 1926 Geochemische Verteilungsgesetze der Elemente (Lois de distribution géochimique des Éléments).
Vernadski fait état pour la première fois de la Biosphère, car si la minéralogie étudie les éléments de l'écorce terrestre, la géochimie se penche sur l’histoire de la constitution des éléments du globe. Cela le conduit à étudier les cycles géochimiques, comme celui du carbone, ou l'activité géochimique d’origine humaine.
Durant ses années parisiennes, il s’imprègne aussi des concepts développés par Pierre Teilhard de Chardin, Henri Bergson ou Édouard Le Roy. Il synthétise une première fois ses idées et les développe dans un ouvrage intitulé La Biosphère, publié en Russie en 1926 et traduit en français en 1929.
Vernadski a également examiné la structure des silicates, le rôle des organismes dans les processus géochimiques et la radioactivité des minéraux. Ses recherches se sont aussi appliquées à la géochimie des éléments rares et dispersés, la clarification des phénomènes et des processus géochimiques tels que l'énergie géothermique, avec l'aide de la radioactivité, et à la détermination de l'âge absolu des roches.
En 1942, il publiera une synthèse actualisée de ses idées sur la planète et sur les fondements de ses travaux géochimiques et biologiques, et structurera le principe systémique des cycles biogéochimiques de la géosphère.

### «Père de la science» soviétique
En 1926, il revient en Union soviétique et dirige à partir de 1929 et jusqu'à sa mort le laboratoire de biochimie de l'Académie des sciences de l'Union soviétique. En 1927, il fait partie de la délégation soviétique de la Semaine naturaliste russe à Berlin, où il est remarqué pour de très impressionnantes conférences.
Il acquiert peu à peu un statut de « père de la science » soviétique, qui le rend intouchable par les autorités staliniennes. Dans son magistère, il forme des générations de scientifiques soviétiques de premier plan dont Alexandre Fersman, Vitali Chlopine (1890-1950) ou Alexandre Vinogradov (1895-1975), qui se sont efforcés de vulgariser et développer ses activités de recherche.
À la fin de sa vie, il joue un rôle important dans le développement des recherches atomiques en Russie. Au Geologenkonkress internationale en 1937 à Moscou, il s'adresse au Parlement à propos du rôle de la radioactivité en géologie. En 1939, il fonde et dirige l'Institut national du radium à Petrograd.
Il meurt en 1945 et reçoit un hommage national.
Son fils George Vernadsky (en) (1887-1973) émigre aux États-Unis (au début des années 1920) où il publie de nombreux ouvrages sur l'histoire médiévale russe et ukrainienne.

## La Biosphère selon Vernadsky
L'ouvrage par lequel Vernadski développe ses idées sur la Biosphère, Biosphera, publié en 1926, est, comme le veut la tradition académique russe, la somme de 160 thèses, dont 67 portent sur la Biosphère dans le cosmos.
Lors de la révolution russe des années 1917 et ultérieures, il a développé progressivement ce concept lors d'un long processus de généralisation empirique  qu'il va peaufiner dans les années suivantes (1922-1926), alors qu'il était réfugié en France. Dans une première approche, il publiera La Géochimie, ouvrage publié en Français, à Paris, en 1924, qui fera la synthèse de ses conférences données à la Sorbonne (1922-1924), desquelles Pierre Teilhard de Chardin et Edouard Le Roy déduiront de concert leur propre concept de Noosphère, que Vernadsky n'aura aucun mal, et pour cause, à reprendre à son compte. C'est dans cet ouvrage qu'il identifie pour la première fois une contradiction flagrante du principe de Carnot  (le facteur néguentropique) dans les phénomènes naturels. Il deviendra un des pivots de son futur ouvrage sur la biosphère, publié alors qu'il était de retour en Russie, en 1926.
L'importance de Vernadski dans les sciences de la terre et de l'écologie est aujourd'hui mise en avant dans de nombreuses parties du monde[réf. nécessaire] :

« Vernadsky a fait pour l'espace, ce que Darwin a fait pour le temps : alors que Darwin a démontré que toute vie descend d'un ancêtre lointain, Vernadsky a montré que toute la vie vient d'un unique matériau, la biosphère. »

— Lynn Margulis

### Les précurseurs
Plusieurs auteurs avaient peu à peu approché le concept formulé par Vernadski en 1926, et l'ont influencé. Ainsi, James Hutton qui étudie la géophysiologie en 1785, puis Lamarck sur le domaine de la vie en 1802. Plus près, Alfred James Lotka met en place en 1925 les premiers éléments de biologie physique.
Entre 1885 et 1901, dans son livre La face de la Terre (Das Antlitz der Erde), Eduard Suess, géologue autrichien, avait développé une vision globale de la tectonique de surface et fait ressortir les traits fondamentaux de la Terre. Il introduit le concept de biosphère, dont il semble avoir été le premier auteur, en distinguant la couche géologique qui fait suite à la lithosphère. En 1911, Vernadski le rencontre en Autriche.

## Postérité
Les concepts de Vernadsky développés dans La Géochimie ont fortement marqué Pierre Teilhard de Chardin et Edouard Le Roy qui en déduiront de concert le concept de Noosphère.

### Gaïa
Le concept de biosphère théorisé par Vernadski est le point majeur retenu par James Lovelock lorsqu'il décrit son hypothèse Gaïa. Alors qu'il l'a longtemps caché, c'est Lynn Margulis elle-même, un temps sa collaboratrice, qui le dénoncera .
On considère parfois que Vernadski fut à l'unicité de l'espace biologique ce que Charles Darwin fut à l'unicité du temps biologique. La vie s'exprime dès lors comme une force géologique et constitue un phénomène cosmique.

### Hommages

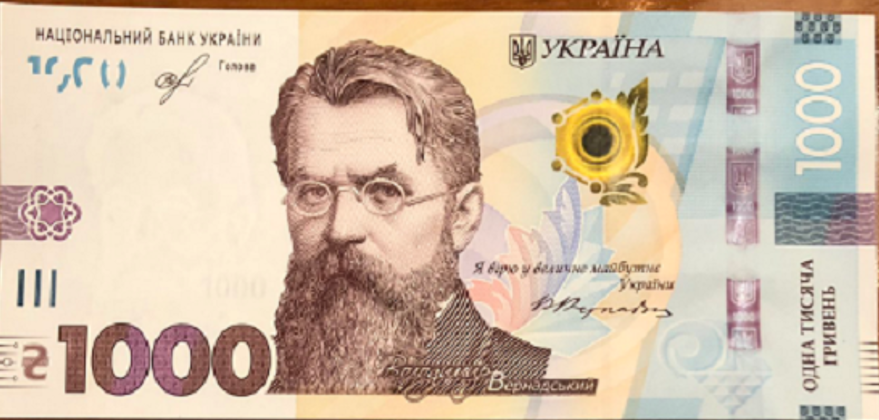
Vernadski sur le billet de 1000 hryvnias

Le minéralogiste italien Ferruccio Zambonini lui a dédié en 1910 une espèce minérale, la vernadskite, qui s'est avérée n'être qu'une pseudomorphose de dolérophanite Cu2[OSO4] en antlérite Cu3[(OH)4SO4] .
En 1943, il reçoit le Prix Staline. Une avenue de Moscou porte son nom ainsi que l'Institut de géochimie et chimie analytique qui s'y trouve.
L'Ukraine a honoré ce savant en donnant son nom à l'université nationale de Tauride en Crimée et à la base antarctique Akademik Vernadsky. L'université fédérale de Crimée porte son nom.

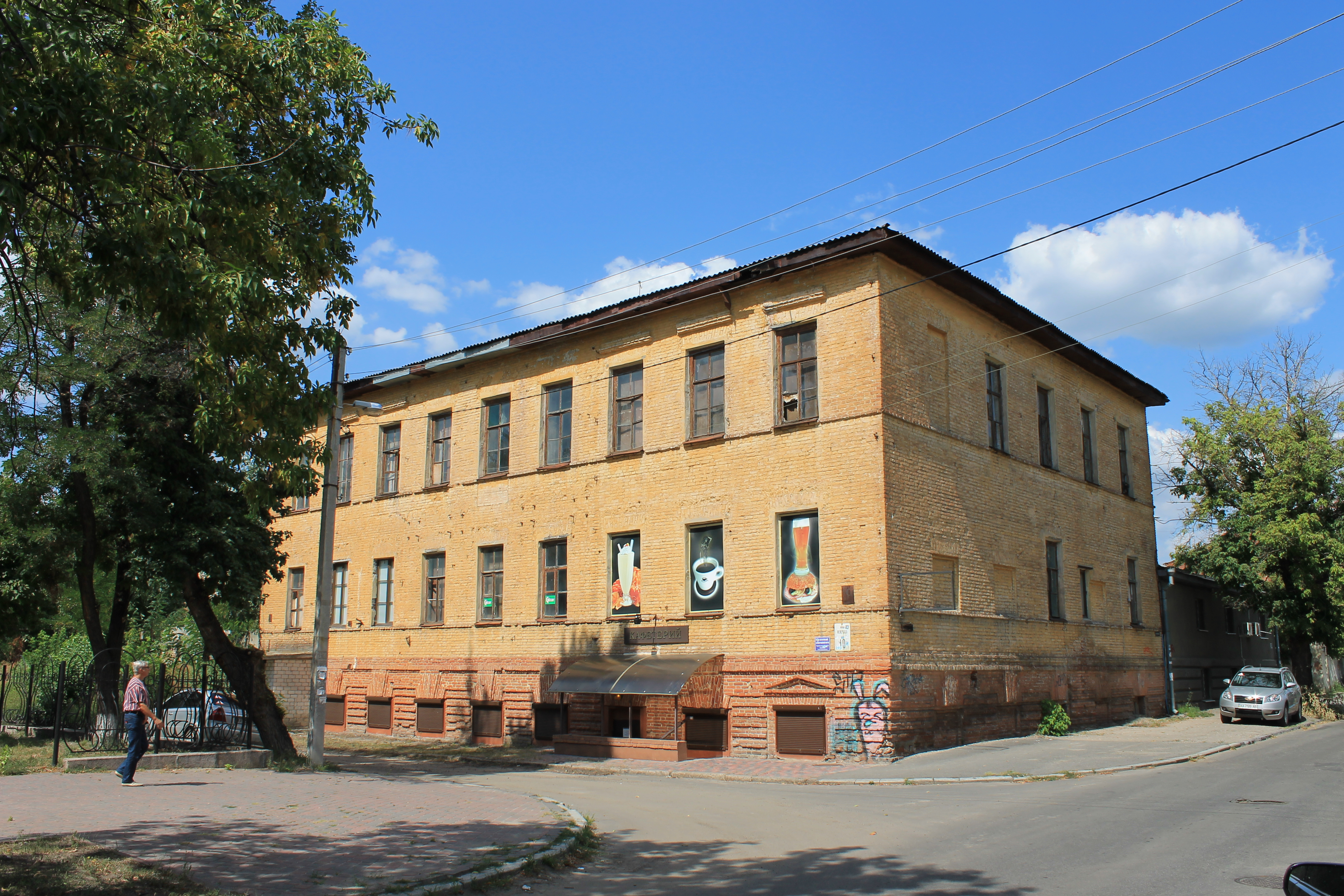
Sa maison de la Place Feuerbach classée.

Le 11, 12 et 13 décembre 2013, un colloque international a lieu à Bordeaux-Pessac, à la Maison des sciences de l'Homme d'Aquitaine, pour le 150e anniversaire de la naissance de Vladimir Vernadski, coorganisé par Maryse Dennes, Gennadi Aksenov et Léo Coutellec aves la participation de Jacques Grinevald.
(2809) Vernadskij, un astéroïde de la ceinture principale, a été nommé en son honneur.

## Œuvres
- La Géochimie, Paris, Librairie Félix Alcan, « Nouvelle Collection scientifique », 1924, 404 p.
- (ru) Biosfera, Leningrad, Nauchno-techn. Izd., 1926, 146p. - Rééd. : Moscou, 1967 ; Biosfera i Noosfera, Moscou, Airic Press, 2003, 575 p.
  - La Biosphère, 2e édition revue et augmentée, Paris, Librairie Félix Alcan, 1929, 323 p. - Rééd. avec une préface de Jean-Paul Deléage : Paris, Seuil, coll. « Points/Science », 2002.
  - (en) The Biosphere. Complete annotated edition. Foreword by Lynn Margulis et al. Introduction, by Jacques Grinevald, trans. by David B. Langmuir, revised and annotated by Mark A. S. McMenamin, A Peter Nevraumont Book, New-York, Copernicus, Springer-Verlag, 1998. 24 m, 192 p. (Collection : A Peter N. Nevraumont Book.)
- L'évolution des espèces et la matière vivante - 1928
- (en) Problems of Biogeochemistry, II : The Fundamental Matter-Energy Difference between the Living and the Inert Natural Bodies of the Biosphere, Translated by George Vernadsky, Edited and condensed by G. E. Hutchinson), Transactions of the Connecticut Academy of Arts and Sciences, 1944, 35, p. 483-517.
- (en) The Biosphere and the Noosphere, American Scientist, (janvier) 1945, 33 (1), p. 1-12.

#### Ouvrages
- J. P. Deléage, Une histoire de l'Écologie : Une science de l'homme et de la nature, La Decouverte, 2010 (1re éd. 1991) (ISBN 978-2-7071-2067-0, 2707155136 et 2-7071-2067-7, présentation en ligne)
- Pascal Acot, Histoire du climat, Paris, Perrin, coll. « Pour l'histoire. », 2003, 309 p. (ISBN 978-2-262-01903-7, OCLC 53931328, BNF 38983402)
- (en) Paul R. Samson et David C. Pitt, The Biosphere and Noosphere Reader : Global Environment, society and Change, Routledge, 1999, 206 p. (ISBN 978-0-415-16644-7, présentation en ligne)
- Maryse Dennes et Guennadi Aksenov(éd.) Vernadsky, la France et l’Europe, Pessac, MSHA, 2017, coll. «Russie Traditions Perspectives»,  (ISBN 978-2-85892-464-6); présentation en ligne=https://www.msha.fr/msha/publication.php?menu=2&type=4&chaine=23

### Articles
- Pascal Acot, « Vladimir Vernadsky, La Biosphère. Préf. de Jean-Paul Deléage (Paris: Diderot Éd., 1997) », Revue d'histoire des sciences, vol. 53, no 3,‎ 2000, p. 635-636 (lire en ligne)
- Paul Duvigneaud et Maxime Lamotte, « Biosphère », sur Encyclopædia universalis
- (en) Vernadsky and Biospheral Ecology, par Nicholas Polunin et Jacques Grinevald, Environmental Conservation, no 15(2), 1988, p. 117-122. (Réédition en 1999.)
- L'Écologie scientifique globale: vers une science de la Biosphère, J. Grinevald, Transversales Science/Culture, 1990, 3, pp. 7–8.
- Jacques Grinevald, "La révolution vernadskienne", Acte de la table-ronde internationale, "Héritage scientifique de Vladimir Vernadsky : base fondamentale pour la révolution scientifique du XXIe siècle et pour le développement d'une civilisation de noosphère", Paris, 15 mai 2013, Moscou, revue internationale la Noosphère, automne 2013(résumé en ligne : http://www.msha.fr/msha/recherche2011-2015/identites/axe1/colloque_vernadsky/Grinevald_Actes.TableRondeVernadsky_15-05-2013_Paris.pdf)
- (en) Jacques Grinevald, « On a holistic concept for deep and global ecology: The Biosphere », Fundamenta Scientiae, 1987, 8(27), p. 197-226.
- (en) Jacques Grinevald, « Sketch for a history of the idea of the Biosphere », in Peter Bunyard and Edward Goldsmith, eds. Gaia, the Thesis, the Mechanisms and the Implications, Camelford, Cornwall, UK, Wadebridge Ecological Centre, 1988, p. 1-34. (rééd. in Peter Bunyard, ed., Gaia in Action: Science of the Living Earth, Edinburgh, Floris Boosk, 1996, p. 34-53.)
- (en) Jacques Grinevald, « Introduction : The Invisibility of the Vernadskian revolution » in Vernadsky, Vladimir I., The Biosphere, Foreword by Lynn Margulis et al., introduction par Jacques Grinevald, trad. par David B. Langmuir, revue et annotée par Mark A. S. McMenamin, A. Peter Nevraumont Book, New York, Copernicus/Springer-Verlag, 1998, p. 20-32.
- Jacques Grinevald, La Biosphère de l’Anthropocène. Climat et pétrole, la double menace. Repères transdisciplinaires (1824-2007), Chêne-Bourg/Genève, Georg Editeur/Editions Médecine & Hygiène, 2007, 293 p.
- (en) Steffen, Will, Jacques Grinevald, Paul Crutzen et John McNeill, « The Anthropocene: conceptual and historical perspectives », Philosophical Transactions of the Royal Society A, 2011, 369, p. 842-867.